# 冯庙镇
冯庙镇，是中华人民共和国安徽省宿州市灵璧县下辖的一个乡镇级行政单位。

## 行政区划
冯庙镇下辖以下地区：
冯庙村、黄家村、王刘村、邹圩村、大高村、张集村、大卢村、四张村、三王村、木谷村、吴杨村、沟涯村、大陈村、高宅村、张汪村、大王村、王圩村和后朱村。